# Argyrocottus zanderi
Argyrocottus zanderi – gatunek morskiej ryby skorpenokształtnej (Scorpaeniformes) z rodziny głowaczowatych (Cottidae), jedyny przedstawiciel rodzaju Argyrocottus. Występuje w wodach północno-zachodniego Oceanu Spokojnego na głębokości do 85 m. Osiąga długość 9 cm.